# 董光清
董 光清（とう こうせい、1917年4月1日 - 2007年5月12日）は、フランシスコ会士で、中国カトリック教会初の自選自聖（バチカンの許可なしに司教を選挙し聖別すること）による司教である。元の名を潤清といい、洗礼名はベルナルディヌス（ラテン語: Bernardinus；イタリア語: Bernardino、ベルナディーノ）。

## 生涯
1917年4月1日、湖北省孝感県（現在の孝感市）張家荘の熱心なカトリック信徒の家庭に生まれた。1928年に漢陽柏泉小神学校に入り、1934年にフランシスコ会の修練院に入る。1936年に漢口のフランシスコ会両湖神哲学院で学び、1942年2月に漢口聖ヨゼフカテドラルで叙階される。同年8月から1945年12月まで、黄陂等で布教。1945年12月から1946年9月まで、漢口聖ヨゼフカテドラルで療養する。1946年9月から1953年7月まで漢口上智中学（現在の武漢市六中）に相次いで職員、総務主任、副校長の任に就く。
1952年10月2日、カトリック漢口教区イタリア人のジュゼッペ・ロサ司教（Giuseppe Ferruccio Maurizio Rosà，O.F.M.，中国名：羅錦章）は国外追放され、中国人の劉和徳（補佐司教、1910年 - 2001年）、楊少懐が相次いで司教を代行するが、拘留されて審判にかけられた。1953年7月、董光清は漢口聖ヨゼフカテドラルで主任司祭に就き、1955年12月にはカトリック漢口教区司教を代行した。
1958年3月18日から19日、カトリック漢口教区の21人の聖職者は中国共産党武漢市委員会の指導の下に、41歳の董光清を漢口教区大司教に選択した。中国共産党武漢市委員会統一戦線部前副部長の胡照洲の回想によれば、彼は当時政府からかなりの圧力を受けていたために三日三晩泣き続け、市委員会宣伝部長の黎智は三日三晩説得し続けたという。
3月24日、漢口大司教区の聖職者は全体でローマ教皇庁に電報を打ち、「ロサ司教は漢口教区を離れて已に5年が過ぎたが、再任する見通しは無く、位階制は教区を管理する当地の司教を必要としており、信者の霊魂の世話および教区の需要と実益に迫られ、このため別に現任の使徒座管理者である董光清を選んで、復活祭に聖別を準備している」と告げた。3月26日、福音宣教省長官のペトロ・フマゾーニ・ビオンディ枢機卿は董光清に返報し、自選自聖は教会法329条2項と331条1項の規定に違反し、もし聖別を受けるならば、「重大な恐れ」が発生するかどうかに関わらず、破門されるという見解を示した。4月9日に武漢市は集会を開き、教皇庁の支配下を離れて独立自主を実行したと言明し、併せて『バチカンによる漢口、武昌両教区の新しく選ばれた合法な司教の不合理な否認に対する抗議書』と『ローマ教皇庁福音宣教省による漢口、武昌両教区の合法に選ばれた司教の不合理な否認に対する質問書』を発表し、「ローマ教皇庁は真の宗教への奉仕ではなく、帝国主義的な侵略政策に奉仕している」とした。4月13日、漢口聖ヨゼフカテドラルにおいてカトリック蒲圻教区の李道南司教が聖別式を挙行した。こうして、董光清は中国カトリック教会初の「自選自聖」による司教となった。教皇庁は電報を打ち、聖別は非合法だとし、破門の制裁を宣告した。
その後、董光清は中国天主教愛国会副主席、中国天主教主教団副団長、湖北省天主教愛国会主席を歴任。1980年代末には教皇ヨハネ・パウロ2世の認可を得る。1990年代には、漢口教区地下教会の司教であった劉和徳と協力して、武漢市には約2万人のカトリック教徒がいたが、劉和徳と共に尽力して武漢地区でカトリックを広め、武昌花園山に中南6省区を網羅する中南神哲学院を開設し、自ら院長に就いた。
2006年4月30日、董光清は馬英林神父をカトリック昆明教区司教に聖別した。このときの聖別はバチカンからの許可を得ておらず、教皇ベネディクト16世は馬英林ともう一人の司教聖別を受けたカトリック安徽教区の劉新紅に破門を宣告した。
2007年5月12日、肺癌により武漢市で世を去った。90歳であった。5月18日に聖ヨゼフカテドラルで葬儀が挙行され、1,000人に上る信徒が参列した。5月18日に武昌殯儀館で追悼ミサが挙行され、湖北省委書記の兪正声らが告別式に主席した。その後遺体は火葬され、遺骨は柏泉に葬られた。